# Hiliofonaluo
Hiliofonaluo is een bestuurslaag in het regentschap Nias Selatan van de provincie Noord-Sumatra, Indonesië. Hiliofonaluo telt 615 inwoners (volkstelling 2010).